# Canthochilum magnum
Canthochilum magnum là một loài bọ cánh cứng trong họ Bọ hung (Scarabaeidae).